# Sebastian Barry
Pour les articles homonymes, voir Barry.
Sebastian Barry, né le 5 juillet 1955 à Dublin, est un écrivain, dramaturge et poète irlandais.

## Biographie
Souvent inspirées par des histoires de sa propre famille, les œuvres de Barry ont pour thèmes le mensonge, ou plutôt la vérité telle qu'elle est interprétée par chacun, la mémoire et les secrets familiaux. Leur décor est pour la plupart celui de l'Irlande au moment de son indépendance (1910-1930).
Il est l'auteur de pièces de théâtre (Boss Grady's Boys, The Steward of Christendom, Hinterland), de romans (Macker's Garden, The Engine of Owl-Light, The Whereabouts of Eneas McNulty...) et de poèmes, publiés depuis le début des années 1980.
Barry atteint véritablement la notoriété en 2005 avec Un long long chemin (A Long Long Way), histoire de soldats irlandais engagés dans la Première Guerre mondiale : le roman est sélectionné pour le Man Booker Prize for Fiction.
La consécration est venue en 2008 avec Le Testament caché (The Secret Scripture) qui a pour protagoniste une centenaire enfermée depuis sa jeunesse dans un asile pour avoir « fauté ». Ce livre est lauréat du prix James Tait Black et du prix Costa 2008. Il a été adapté au cinéma par Jim Sheridan en 2016 sous le même titre : Le Testament caché.
En 2016, Sebastian Barry publie Des jours sans fin, dédié à son fils gay Toby. Dans ce roman, l'hebdomadaire Télérama estime que « l’écriture de Sebastian Barry se métamorphose en épopée lyrique pour décrire la boucherie des champs de bataille mais aussi la beauté des grandes plaines au soleil couchant ». Le roman vaut à Sebastian Barry un second prix Costa, faisant de l'auteur le seul romancier à avoir reçu cet honneur à deux reprises.

## Œuvre

### Poésie
- The Water Colourist (1983)
- The Rhetorical Town (1985)
- Fanny Hawke Goes to the Mainland Forever" (1989)

### Romans et nouvelles
- Mackers Garden (1982)
- The Engine of Owl-Light (1987)
- The Whereabouts of Eneas McNulty (Les tribulations d'Eneas McNulty) (1998)
- Annie Dunne (2002)
- A Long Long Way (Un long long chemin) (2005)
- The Secret Scripture (Le Testament caché) (2008)
- On Canaan's Side (Du côté de Canaan) (2011)
- The Temporary Gentleman (L'homme provisoire) (2014)
- Days Without End (Des jours sans fin) (2016)
- A Thousand Moons (Des milliers de lunes) (2020)
- Old God's Time (Au bon vieux temps de Dieu) (2023)

### Théâtre
- The Pentagonal Dream (1986)
- Boss Grady's Boys (1988)
- Prayers of Sherkin (1990)
- White Woman Street (1992)
- The Only True HIstory of Lizzie Finn (1995)
- The Steward of Christendom (1995)
- Our Lady of Sligo (1998)
- Hinterland (2002)
- Whistling Psyche (2004)
- Fred and Jane (2004)
- The Pride of Parnell Street (2008)
- Dallas Sweetman (2008)
- Tales of Ballycumber (2009)
- Andersen's English (2010)

### Œuvres traduites en français
- Le Régisseur de la chrétienté (The Steward of Christendom), trad. de Jean-Pierre Richard, Paris, Éditions théâtrales, 1996, 71 p.  (ISBN 2-907810-93-6).
- Les Tribulations d'Eneas McNulty, (The Wereabouts of Eneas McNulty), trad. de Robert Davreu, Paris, Éditions Plon, coll. « Feux croisés », 1999, 300 p.  (ISBN 2-259-18811-7).
- Annie Dunne, trad. de Florence Lévy-Paoloni, Paris, Éditions Joëlle Losfeld, coll. « Littérature étrangère », 2005, 247 p.  (ISBN 2-07-078912-8).
- Un long long chemin (A Long Long Way), trad. de Florence Lévy-Paoloni, Paris, Éditions Joëlle Losfeld, coll. « Littérature étrangère », 2006, 317 p.  (ISBN 2-07-078974-8).
- Les Fistons (Boss Grady's Boys), trad. d'Émile-Jean Dumay, Paris, L'Harmattan, 2006, 89 p.  (ISBN 978-2-296-00967-7).
- Le Testament caché (The Secret Scripture), trad. de Florence Lévy-Paoloni, Paris, Éditions Joëlle Losfeld, coll. « Littérature étrangère », 2009, 328 p.  (ISBN 978-2-07-078763-0).
- Du côté de Canaan (On Canaan's Side), trad. de Florence Lévy-Paoloni, Paris, Éditions Joëlle Losfeld, coll. « Littérature étrangère », 2012, 280 p.  (ISBN 978-2-07-244899-7).
- L'Homme provisoire (The Temporary Gentleman), trad. de Florence Lévy-Paoloni, Paris, Éditions Joëlle Losfeld, coll. « Littérature étrangère », 2014, 256 p.  (ISBN 978-2-07-253274-0).
- Des jours sans fin (Days Without End), trad. Laetitia Devaux, Paris, Gallimard, coll. « Littérature étrangère/Joëlle Losfeld », 2018, 272 p.  (ISBN 9782072736872).
- Des milliers de lunes (Thousand moons), trad. Laetitia Devaux, Paris, Gallimard, coll. « Littérature étrangère/Joëlle Losfeld », 2021, 240 p.  (ISBN 978-2072881374).
- Au bon vieux temps de Dieu (Old God's Time), trad. Laetitia Devaux, Paris, Gallimard, coll. « Littérature étrangère/Joëlle Losfeld », 2023, 256 p.  (ISBN 978-2-07-302242-4).